# Lista odcinków serialu The Neighbors
Poniżej znajduje się lista odcinków serialu telewizyjnego The Neighbors – emitowanego przez amerykańską stację telewizjną  ABC od 26 września 2012 roku. W Polsce nie był jeszcze emitowany.
| Sezon | Sezon | Odcinki | Oryginalna emisja | Oryginalna emisja | Oryginalna emisja | Oryginalna emisja | Oryginalna emisja |
| Sezon | Sezon | Odcinki | Premiera sezonu   | Finał sezonu      | Premiera sezonu   | Finał sezonu      |                   |
| ----- | ----- | ------- | ----------------- | ----------------- | ----------------- | ----------------- | ----------------- |
|       | 1     | 22      | 26 września 2012  | 27 marca 2013     | nieemitowany      | nieemitowany      |                   |
|       | 2     | 22      | 20 września 2013  | 11 kwietnia 2014  | nieemitowany      | nieemitowany      |                   |

## Sezon 1 (2012-2013)
| Nr | #  | Tytuł                                                   | Reżyseria        | Scenariusz                      | Premiera             | Premiera |
| -- | -- | ------------------------------------------------------- | ---------------- | ------------------------------- | -------------------- | -------- |
| 1  | 1  | Pilot                                                   | Chris Koch       | Dan Fogelman                    | 26 września 2012     |          |
| 2  | 2  | Journey to the Center of the Mal                        | Chris Koch       | Dan Fogelman                    | 3 października 2012  |          |
| 3  | 3  | Things Just Got Real                                    | Luke Greenfield  | Isaac Aptaker, Elizabeth Berger | 10 października 2012 |          |
| 4  | 4  | Bathroom Etiquette                                      | Chris Koch       | Dan Fogelman                    | 17 października 2012 |          |
| 5  | 5  | Halloween-ween                                          | Chris Koch       | Dan Fogelman                    | 24 października 2012 |          |
| 6  | 6  | Larry Bird and the Iron Throne                          | John Fortenberry | Kristin Newman                  | 31 października 2012 |          |
| 7  | 7  | 50 Shades of Green                                      | John Fortenberry | Kristin Newman                  | 7 listopada 2012     |          |
| 8  | 8  | Thanksgiving Is for the Bird-Kersees                    | Chris Koch       | Scott King                      | 14 listopada 2012    |          |
| 9  | 9  | Merry Crap-Mas                                          | Luke Greenfield  | Tracy Oliver                    | 5 grudnia 2012       |          |
| 10 | 10 | Juan of the Dead                                        | Lev L. Spiro     | Kat Likkel, John Hoberg         | 12 grudnia 2012      |          |
| 11 | 11 | The Gingerbread Man                                     | Chris Koch       | Kirker Butler                   | 9 stycznia 2013      |          |
| 12 | 12 | Cold War                                                | Henry Chan       | Isaac Aptaker, Elizabeth Berger | 16 stycznia 2013     |          |
| 13 | 13 | Dream Weavers                                           | Bryan Gordon     | Kristin Newman                  | 23 stycznia 2013     |          |
| 14 | 14 | The Back Nine                                           | Chris Koch       | Kat Likkel, John Hoberg         | 30 stycznia 2013     |          |
| 15 | 15 | Space Invaders                                          | Joe Pennella     | Jeremy Hall                     | 6 lutego 2013        |          |
| 16 | 16 | Mother Clubbers                                         | John Fortenberry | Scott King                      | 13 lutego 2013       |          |
| 17 | 17 | Larry Bird Presents an Oscar-Winning Film by Larry Bird | Lev L. Spiro     | Isaac Aptaker, Elizabeth Berger | 20 lutego 2013       |          |
| 18 | 18 | Camping                                                 | Chris Koch       | Kristin Newman                  | 27 lutego 2013       |          |
| 19 | 19 | I Believe I Can Drive                                   | Chris Koch       | Isaac Aptaker, Elizabeth Berger | 6 marca 2013         |          |
| 20 | 20 | Sing Like a Larry Bird                                  | John Fortenberry | Tracy Oliver                    | 13 marca 2013        |          |
| 21 | 21 | Mo Purses Mo Money Mo Problems                          | Jeffrey Walker   | Scott King                      | 20 marca 2013        |          |
| 22 | 22 | It Has Begun...                                         | Chris Koch       | Kirker Butler                   | 27 marca 2013        |          |

## Sezon 2 (2013-2014)
| Nr | #  | Tytuł                                      | Reżyseria        | Scenariusz                       | Premiera             | Premiera |
| -- | -- | ------------------------------------------ | ---------------- | -------------------------------- | -------------------- | -------- |
| 23 | 1  | Family Conference                          | Chris Koch       | Kristin Newman                   | 20 września 2013     |          |
| 24 | 2  | September Fools                            | Chris Koch       | Kirker Butler                    | 27 września 2013     |          |
| 25 | 3  | The Neighbours                             | John Fortenberry | Isaac Aptaker & Elizabeth Berger | 4 października 2013  |          |
| 26 | 4  | The One With Interspecies F-R-I-E-N-D-S    | Lev Spiro        | Scott King                       | 11 października 2013 |          |
| 27 | 5  | Challoweenukah                             | Chris Koch       | Isaac Aptaker & Elizabeth Berger | 18 października 2013 |          |
| 28 | 6  | Any Friggin' Sunday                        | Joe Penella      | Jeremy Hall                      | 1 listopada 2013     |          |
| 29 | 7  | We Jumped the Shark (Tank)                 | Jeffrey Walker   | Scott King                       | 8 listopada 2013     |          |
| 30 | 8  | Good Debbie Hunting                        | Josh Greenbaum   | Kristi Korzec                    | 15 listopada 2013    |          |
| 31 | 9  | Thanksgiving Is No Schmuck Bait            | John Fortenberry | Isaac Aptaker, Elizabeth Berger  | 22 listopada 2013    |          |
| 32 | 10 | Supreme Like Me                            | Jann Turner      | Isaac Aptaker, Elizabeth Berger  | 6 grudnia 2013       |          |
| 33 | 11 | A Christmas Story                          | Chris Koch       | Kirker Butler                    | 13 grudnia 2013      |          |
| 34 | 12 | Fear and Loving in New Jersey              | Lev L. Spiro     | Brian Donovan, Ed Herro          | 10 stycznia 2014     |          |
| 35 | 13 | High School Reunion                        | Rebecca Asher    | Scott Weinger                    | 17 stycznia 2014     |          |
| 36 | 14 | Man, Actually                              | Jeffrey Walker   | Michael Feldman, Debbie Jhoon    | 24 stycznia 2014     |          |
| 37 | 15 | You've Lost That Larry Feeling             | Chris Koch       | Jeremy Hall                      | 31 stycznia 2014     |          |
| 38 | 16 | Oscar Party                                | Bryan Gordon     | Michael Feldman, Debbie Jhoon    | 28 lutego 2014       |          |
| 39 | 17 | Balle Balle!                               | John Fortenberry | Scott Weinger                    | 7 marca 2014         |          |
| 40 | 18 | A Night in (Lou Ferrigno's Hibachi) Heaven | John Fortenberry | Kristi Korzec                    | 14 marca 2014        |          |
| 41 | 19 | Uncle Benjamin                             | Chris Koch       | Isaac Aptaker, Elizabeth Berger  | 21 marca 2014        |          |
| 42 | 20 | Close Encounters of the Bird Kind          | Lev Spiro        | Brian Donovan, Ed Herro          | 28 marca 2014        |          |
| 43 | 21 | All That Jazzy Jeff                        | Joe Penella      | Dan Fogelman                     | 4 kwietnia 2014      |          |
| 44 | 22 | There Goes the Neighbors' Hood             | John Fortenberry | Dan Fogelman, Steven White       | 11 kwietnia 2014     |          |